# Tadeusz Hernes
Tadeusz Zygmunt Hernes, ps. „Prezydent”, „Tadzio z Borzychowa” (ur. 8 sierpnia 1906 w Borzykowie, zm. wiosną 1940 w Katyniu) – dziennikarz, satyryk, humorysta, podporucznik rezerwy piechoty Wojska Polskiego, ofiara zbrodni katyńskiej.

## Życiorys
Urodził się jako syn Karola i Stanisławy z domu Budzyńskiej. Studiował na Politechnice Gdańskiej oraz prawo i polonistykę na Uniwersytecie Poznańskim.
Umiejętności dziennikarskie rozwijał w czasopiśmie „Orędownik Wrzesiński” wydawanym we Wrześni. W 1927 został członkiem Korporacji Studentów Uniwersytetu Poznańskiego „Baltia” i był redaktorem wydawanego „Biuletynu Korporacyjnego”. Był założycielem i pierwszym prezesem klubu literacko-artystycznego „Stratosfera”. Współpracownik „Kuriera Poznańskiego” i rozgłośni poznańskiej Polskiego Radia, w której współtworzył audycję funkcjonującą kolejno pod tytułami „Wielkopolska w przekroju”, następnie „Uśmiech Poznania”, a później „Wesoła Trójka Poznańska”. Był znanym w regionie satyrykiem, sławnym z nieprzeciętnego poczucia humoru. Wraz z Kazimierzem Grusem był autorem komiksu dla dzieci pt. Ucieszne przygody obieżyświatów.
Został powołany do odbycia służby wojskowej w Szkole Podchorążych Rezerwy Piechoty w Zambrowie. Awansowany do stopnia podporucznika ze starszeństwem z dniem 1 stycznia 1935 w korpusie oficerów piechoty. Został przydzielony do 68 pułku piechoty.
Nosił przydomek „Prezydent” i „Tadzio z Borzychowa”. Był kawalerem.
W okresie mobilizacji w sierpniu 1939 został powołany do Wojska Polskiego i przydzielony do teatru polowego. Po wybuchu II wojny światowej 1939 i agresji ZSRR na Polskę został aresztowany przez Sowietów. Był przetrzymywany w obozie w Kozielsku. Z zachowanych relacjach innych jeńców (których pamiętniki odnaleziono przy ich szczątkach), wynika, że Hernes w obozie wielokrotnie występował przed współosadzonymi, np. w dzień Wigilii Bożego Narodzenia 24 grudnia 1939, w Święto Trzech Króli 6 stycznia 1940,  28 marca 1940, a także jeszcze 5 kwietnia 1939; występy te organizowano w bloku obozowym pod nazwą „Małpi Gaj” i były określane jako „wieczory”, „rewia” albo „seans” Hernesa (wspominali o tym w swoich dziennikach np. Józef Trzepak, Maksymilian Trzepałka, Włodzimierz Wajda, Bronisław Wajs, Henryk Sztekler, Zbigniew Przystasz, zaś ostatni z nich stwierdził, iż Hernes i kpt. Folten za pracę powinni po powrocie do kraju być odznaczeni). Wiosną 1940 został przetransportowany do Katynia i rozstrzelany przez funkcjonariuszy Obwodowego Zarządu NKWD w Smoleńsku oraz pracowników NKWD przybyłych z Moskwy na mocy decyzji Biura Politycznego KC WKP(b) z 5 marca 1940. Został pochowany na terenie obecnego Polskiego Cmentarza Wojennego w Katyniu, gdzie w 1943 jego ciało zidentyfikowano podczas ekshumacji prowadzonych przez Niemców pod numerem 2610 (przy zwłokach zostały odnalezione m.in. pismo urzędowe, pocztówka, wizytówka).

## Upamiętnienie
5 października 2007 roku Minister Obrony Narodowej Aleksander Szczygło mianował go pośmiertnie do stopnia porucznika. Awans został ogłoszony 9 listopada 2007 roku, w Warszawie, w trakcie uroczystości „Katyń Pamiętamy – Uczcijmy Pamięć Bohaterów”.
W kwietniu 2012 w Gminnym Ośrodku Kultury w Kołaczkowie została zorganizowana wystawa upamiętniająca Tadeusza Hernesa. Imieniem Tadeusza Hernesa nazwano ulicę we Wrześni.
Rodzinny dom Tadeusza Hernesa w Borzykowie istnieje nadal; na jego fasadzie zostało zaplanowane umieszczenie tablicy pamiątkowej upamiętniającej syna tej miejscowości.